# Bielsko-Biała
Bielsko-Biała (pronunțat în polonezăⓘ; în germană Bielitz-Biala) este un municipiu în voievodatul Silezia, Polonia.
Se află la o altitudine de 300 m deasupra nivelului mării. Are o suprafață de 124,51 km². Populația este de 169.089 locuitori, determinată în 31 martie 2021, prin recensământul polonez din 2021[*].

## Personalități născute aici
- Emil Zegadłowicz (1888 - 1941), poet;
- Bogusław Kierc (n. 1943), actor, regizor.